# Вдовенко Віктор Михайлович
Віктор Михайлович Вдовенко (5 [18] січня 1907, Київ — 14 лютого 1978) — радянський радіохімік, член-кореспондент АН СРСР (1958), професор (1958). Член КПРС із 1928.

## Біографія
Віктор Михайлович Вдовенко народився 5 (18) січня 1907 року у Києві.
Закінчив Київський технологічний інститут (1930) та аспірантуру Ленінградського фізико-технічного інституту (1935). Із 1935 року викладав у ЛДУ. У 1953—1972 очолював Радієвий інститут ім. В. Г. Хлопіна.
Основні роботи в галузі радіохімії, неорганічної та фізичної хімії: розподіл радіоактивних елементів між розчинниками, що не змішуються; визначення розчинності сполук радіоактивних елементів у неводних розчинниках; дослідження сполук радію; хімія трансуранових елементів.
Похований на Північному цвинтарі Санкт-Петербурга.

## Нагороди
- 2 ордена Леніна (1949, 1954)
- орден Жовтневої Революції (1971)
- 3 ордена Трудового Червоного Прапора (1954, 1962, 1967)
- 2 ордена «Знак Пошани» (21.02.1944, 1951)
- інші медалі